# بيل غارنيت
بيل غارنيت (بالإنجليزية: Bill Garnett)‏ مواليد 22 أبريل 1960 في كانساس سيتي، هو مدرب كرة سلة أمريكي ولاعب معتزل. بدأ مسيرته الاحترافية في سنة 1982. تم اختياره من قبل فريق دالاس مافيريكس خلال الدرافت. حمل الرقم 20. يبلغ طوله 6 قدم 9 بوصة (2.1 م). اعتزل اللعب في 1989.

## المسيرة الاحترافية
لعب مع دالاس مافيريكس من سنة 1982 إلى 1984، ثم لعب مع إنديانا بايسرز من سنة 1984 إلى 1986، ثم لعب مع فورتيتودو بولونيا في الدوري الإيطالي في موسم 1987–1988.

## روابط خارجية
- بيل غارنيت على موقع إن بي أي (الإنجليزية)
- بيل غارنيت على موقع سبورتس رفرنس (الإنجليزية)
- بيل غارنيت على موقع كلية كرة السلة في سبورتس رفرنس.كوم (الإنجليزية)
- بيل غارنيت على موقع ريلجم (الإنجليزية)
- بيل غارنيت على موقع بروبوليرز (الإنجليزية)